# Лінкольн Голл
Лінкольн Росс Голл (англ. Lincoln Ross Hall, 19 грудня 1955 — 20 березня 2012) — австралійський альпініст і письменник. Лінкольн брав участь у першій австралійській експедиції, яка підкорила Еверест у 1984 році та успішно проклала новий маршрут. У 2006 році він з другої спроби досяг вершини Евересту, дивом переживши ніч на висоті 8700 м під час спуску, після того як його родину вже повідомили про його смерть.
Лінкольн Голл був автором семи книг, одним із засновників благодійної організації Австралійського гімалайського фонду та оратором, який ділився своїм досвідом альпінізму з аудиторією по всьому світу.
У 1987 році Лінкольн Голл був нагороджений медаллю Ордена Австралії за заслуги в альпінізмі, а в 2010 році він отримав нагороду «Lifetime of Adventure» від Австралійського географічного товариства. Він був довічним членом Альпіністського клубу Австралійського національного університету.

## Ранні роки
Голл народився в Канберрі, Австралія. Він вивчав зоологію в Австралійському національному університеті та навчився лазити по скелях в столичній території, зокрема на скелях Бурумба (де він проклав низку класичних маршрутів). Крім того, він розвинув свої навички льодолазіння у Сніжних горах біля Блу-Лейк та тренувався лазити по стінах будівель у своєму університетському кампусі.

## Альпіністська кар'єра
Кар'єра Голла в альпінізмі почалася з участі в експедиціях Альпіністського клубу Австралійського національного університету (англ. Australian National University Mountaineering Club, далі ANUMC) до Нової Зеландії з 1975 по 1978 рік.
Кульмінацією стала експедиція ANUMC 1978 року на гімалайську вершину Дунагірі (7066 м) в Індії.
Голла та його партнера по сходженням Тім Макартні-Снейп (Австралія) запросив приєднатися керівник цієї експедиції Пітер Кокер, щоб допомогти прокласти маршрут до вершинного хребта. Втрьох вони зробили це, після чого здійснили сміливий ривок до вершини, провівши ніч на горі. Через грозу Голл був вимушений провести ще одну ніч на горі, інші двоє змогли спуститися. Кокер піднявся до нього уночі й допоміг спуститися до табору Кол, звідки команда ANUMC спустила Голла до базового табора, а звідти його гелікоптером доставили до військового госпіталю поблизу Делі. На той час це була, можливо, найвисотніша рятувальна операція за допомогою гелікоптера в Гімалаях.
Успішне сходження на Дунагірі зміцнило партнерство Голла та Макартні-Снейпа, заклавши основу для їхньої подальшої кар'єри в Гімалаяї, включаючи експедицію на Еверест 1984 року.
Після Дунагірі Голл брав участь у численних альпіністських експедиціях по всьому світу, зокрема неодноразово очоливши перші сходження австралійських альпіністів на ту чи іншу гору. Серед них були дві експедиції на сходження на гору Еверест у Непалі (включаючи перше австралійське сходження в 1984 році); перше сходження на Мінто в Адміралтейських горах (Антарктида) у 1998; сходження на інші відомі вершини, зокрема на Аннапурну II (7963 м) у Непалі, Макалу (8481 м) на кордоні між КНР та Непалом та Піраміду Карстенса в Іріан-Джая (Індонезія).

## Порятунок з Евересту
У 2006 році Лінкольн Голл ледве не загинув під час сходження на Еверест, коли 25 травня під час спуску з вершини його залишили помирати на висоті 8700 м. На спуску у Голла почалася гірська хвороба, ймовірно, через набряк головного мозку, що спричинило у нього галюцинації та сплутаність свідомості. Шерпи-провідники Голла кілька годин намагалися врятувати його. Однак, коли почала наставати ніч, у них вичерпалися запаси кисню, і керівник експедиції Алєксандр Абрамов наказав провідникам залишити Голла, що виглядав мертвим, на горі та повернутися до табору. Трохи пізніше його друзям та родині повідомили про його смерть.
Однак наступного ранку, через 12 годин, Голла знайшла живим команда, що прямувала на вершину. До складу команди входили: керівник команди Деніел Мазур (США), Ендрю Браш (Канада), Майлз Осборн (Велика Британія) та Чанбу Шерпа (Непал). Осборн так описав те, що вони побачили трохи нижче Другої сходинки:
|  | Ліворуч від нас, приблизно за півметри від трьохкілометрової прірви, сидів чоловік. Він не був мертвий і не спав, а сидів, схрестивши ноги, і як раз перевдягав сорочку. Його пуховик був розстебнутий до талії, руки витягнуті з рукавів, він був без шапки, без рукавичок, без сонцезахисних окулярів, без кисневої маски, регулятора, кригоруба, кисню, спального мішка, без матраца, без їжі та без пляшки з водою. «Ви, мабуть здивовані побачити мене тут», — сказав він. І дійсно, ми були вкрай здивовані. Перед нами був чоловік, явно при свідомості, який провів ніч без кисню на висоті 8600 м, без належного спорядження та ледь одягнений. І ЖИВИЙ??? Оригінальний текст (англ.) Sitting to our left, about two feet from a 10,000 foot drop, was a man. Not dead, not sleeping, but sitting cross legged, in the process of changing his shirt. He had his down suit unzipped to the waist, his arms out of the sleeves, was wearing no hat, no gloves, no sunglasses, had no oxygen mask, regulator, ice axe, oxygen, no sleeping bag, no mattress, no food nor water bottle. 'I imagine you're surprised to see me here', he said. Now, this was a moment of total disbelief to us all. Here was a gentleman, apparently lucid, who had spent the night without oxygen at 8600m, without proper equipment and barely clothed. And ALIVE??? |

Почалася рятувальна операція, яку очевидці назвали «безпрецедентною за масштабом». Мазур і його команда відмовилися від спроби піднятися на вершину, щоб залишитися з Голлом, який був сильно обморожений і мав марення від наслідків сильного набряку мозку. Одночасно Абрамов відправив з Базового табору рятувальну групу з 12 провідників-шерпів. До складу цієї групи входили Онгшу, Німа Вангде, Пассанг, Фурба Рушакдж, Дава Тенцінг, Дорджі, Мінгма, Мінгма Дорджі, Пемба, Пемба Нуру, Пассанг Гайлген і Лакча.
Голла спустили з гори, і він зміг пройти останню частину шляху до Північного сідла Евересту, де йому надав допомогу російський лікар Андрій Селіванов. Наступного дня він прибув до передового базового табору у відносно доброму стані здоров'я, хоча й страждав від обмороження та затяжних наслідків набряку мозку. Через обмороження він втратив кінчики пальців рук і ніг.
Виживання та порятунок Голла відбулися невдовзі після загибелі на горі британського альпініста Девіда Шарпа, що замерз насмерть 15 травня. Спочатку жодних спроб врятувати Шарпа не було зроблено — він був непритомним, але ще живим, і більшість альпіністів обійшли його та продовжили власні сходження. Цей випадок викликав значну критику, зокрема від сера Едмунда Гілларі. Однак, на відміну від Шарпа, Голл лишався при свідомості та міг ходити, що дозволило його врятувати. Ден Мазур так прокоментував те, що його команді довелося відмовитися від спроби сходження на вершину заради порятунка Голла:
|  | Вершина нікуди не ділася, і ми завжди можемо повернутися. А життя у Лінкольна лише одне. Оригінальний текст (англ.) The summit is still there and we can go back. Lincoln only has one life. |

## Після Евересту
Голл залишався у близьких відносинах з Майлзом Осборном, який пожертвував своєю першою і останньою спробою підкорити Еверест, щоб допомогти йому. За враженнями Осборна, Голл був «чудовим хлопцем, дуже спокійним, зі схильністю до дурнуватих жартів».
У 2006 році канал NBC показав присвячений пригоді Голла документальний спецвипуск «Залишений вмирати на Евересті» (англ. Left for Dead on Mount Everest), який номінували на премію «Еммі».
Голл написав дві книги про свій досвід: «До біса везучий: Життя після смерті на Евересті» (англ. Dead Lucky: Life after death on Mount Everest, 2007) та «Живий у зоні смерті: Вижити на Евересті» ((англ. Alive In The Death Zone: Mount Everest Survival, 2008).
По першій книзі Голла зняли другий документальний фільм, «Диво на Евересті» (англ. Miracle on Everest), прем'єра якого відбулася у 2008 році на National Geographic Channel у США та на каналі ABC1 в Австралії.
16 лютого 2011 року історія Голла була представлена в епізоді «Залишений помирати на Евересті» (англ. Left for Dead on Everest) документального серіалу «Я не повинен був вижити»).
В останні роки Голл жив у Блакитних горах у Новому Південному Уельсі з дружиною Барбарою та двома синами. Він помер у віці 56 років від мезотеліоми 20 березня 2012 року в Королівській лікарні принца Альфреда у Сіднеї.